# Congresul Național African

Drapelul Congresului Naţional African din Africa de Sud

Congresul Național African (în engleză African National Congress, ANC) este un partid politic de stânga din Africa de Sud, susținut de alianța sa tripartită cu Congresul Sindicatelor Sud-Africane (COSATU) și cu Partidul Comunist Sud-African (SACP), aflat la guvernare de la înființarea democrației nerasiale în aprilie 1994. El se autodefinește ca „o forță disciplinată a stângii”.
Membrii au înființat organizația sub numele de South African Native National Congress (SANNC) la 8 ianuarie 1912 la Bloemfontein pentru a spori drepturile populației sud-africane de culoare din Uniunea Sud-Africană. Printre membrii fondatori se numărau John Dube, primul președinte, și poetul și scriitorul Sol Plaatje. Organizația a luat numele de ANC în 1923 și a format o aripă militară, Umkhonto we Sizwe (Sulița Națiunii) în 1961, după ce în 1960 a fost scoasă în afara legii de către regimul segregaționist de apartheid, instaurat de Partidul Național al Republicii Sud-Africane.
ANC a fost legalizat la 2 februarie 1990, iar apartheidul a fost abolit în țară în iunie 1991. Liderul ANC Nelson Mandela, care fusese deținut din anul 1963 a fost eliberat, iar în urma primelor alegeri multirasiale din 1994 a fost ales președintele Republicii Africa de Sud.
De atunci ANC este partidul de guvernământ al Africii de Sud postapartheid la nivel național, bucurându-se la alegerile generale din 1994, 1999, 2004 și 2009 de 60-70% din voturile electoratului.